# Eelco Sintnicolaas
Eelco Sintnicolaas (* 7. dubna 1987, Dordrecht, Jižní Holandsko) je nizozemský atlet, halový mistr Evropy v sedmiboji z roku 2013.

## Kariéra
V roce 2005 na juniorském mistrovství Evropy v litevském Kaunasu dokončil desetiboj na 14. místě s počtem 5 997 bodů. Bez bodů zůstal v tyčkařské části, do které nenastoupil. O rok později na MS juniorů v atletice v Pekingu skončil osmý. V roce 2009 nedokončil sedmiboj na halovém ME v Turíně, když po páté disciplíně, běhu na 60 metrů překážek odstoupil. Ve stejném roce vybojoval v Kaunasu zlatou medaili na mistrovství Evropy do 22 let v novém osobním rekordu 8 112 bodů.
Na MS v atletice 2009 v Berlíně soutěž vzdal po nepovedené čtvrté disciplíně, skoku do výšky, kde skončil s výkonem 181 cm na posledním místě. V roce 2010 si vytvořil na vícebojařském mítinku v rakouském Götzisu výkonem 8 159 bodů osobní rekord. V témž roce vybojoval stříbrnou medaili na mistrovství Evropy v Barceloně, kde si výrazně vylepšil hodnotu osobního maxima na 8 436 bodů. Mistrem Evropy se stal Francouz Romain Barras, který nasbíral o 17 bodů více.
Úspěšný byl v halových sedmibojích na evropských šampionátech. V roce 2013 se stal halovým mistrem Evropy, v Praze o dva roky později získal bronzovou medaili.